# سيغورني ويفر
سيغورني ويفر ممثلة أمريكية ولدت في 8 أكتوبر 1949، حاصلة على جائزة البافتا 1997 كأفضل ممثلة في دور مساند عن فيلم عاصفة الثلج، كما حصلت في 1989 على جائزتي غولدن غلوب كأفضل ممثلة في دور رئيسي عن فيلم غوريلات في السحب قصة ديان فوسي وكأفضل ممثلة في دور مساند عن فيلم فتاة عاملة. ورشحت ل3 جوائز أوسكار كممثلة رئيسية في فيلم إيلينز و غوريلات في السحب.,وفي فبراير 2024 كرمت بجائزة فخرية عن مجمل مسيرتها الفنية من مهرجان جويا الإسباني.

## الأعمال

### أفلام
| السنة | الفيلم  | الدور      |
| ----- | ------- | ---------- |
| 2025  | الأخدود | بارثولوميو |

## وصلات خارجية
- سيغورني ويفر على موقع IMDb (الإنجليزية)
- سيغورني ويفر على موقع ميتاكريتيك (الإنجليزية)
- سيغورني ويفر على موقع الموسوعة البريطانية (الإنجليزية)
- سيغورني ويفر على موقع روتن توميتوز (الإنجليزية)
- سيغورني ويفر على موقع مونزينجر (الألمانية)
- سيغورني ويفر على موقع قاعدة بيانات الأفلام العربية
- سيغورني ويفر على موقع ألو سيني (الفرنسية)
- سيغورني ويفر على موقع ميوزك برينز (الإنجليزية)
- سيغورني ويفر على موقع تيرنر كلاسيك موفيز (الإنجليزية)
- سيغورني ويفر على موقع أول موفي (الإنجليزية)
- سيغورني ويفر at the Internet Off-Broadway Database
- BBC News article on Sigourney Weaver
- Daily Telegraph interview with Sigourney Weaver
- Sigourney Weaver at Emmys.com نسخة محفوظة 3 أغسطس 2013 على موقع واي باك مشين.